# Auerodendron martii
Auerodendron martii är en brakvedsväxtart som beskrevs av Brother Alain. Auerodendron martii ingår i släktet Auerodendron och familjen brakvedsväxter. Inga underarter finns listade i Catalogue of Life.